# A1 Grand Prix
La A1 Grand Prix era una serie automobilistica per vetture monoposto nata nell'autunno 2005. L'organizzazione della serie era molto orientata allo spettacolo, con squadre e piloti associati a una specifica nazione per il preciso obiettivo di attirare tifosi dai diversi bacini di pubblico. Il progetto era finanziato dallo Sceicco Maktoum Hasher Maktoum al-Maktoum della famiglia reale di Dubai, amministratore delegato della società. La serie è stata chiusa nel novembre 2009 per mancanza di fondi, nonostante il calendario della stagione 2009-2010 fosse già stato annunciato da tempo.

## Descrizione
Il campionato si svolgeva da settembre ad aprile, sfruttando il periodo in cui la Formula 1 e le altre serie tradizionali sono in riposo. La prima stagione è iniziata il 25 settembre 2005 a Brands Hatch in Inghilterra ed è terminata il 2 aprile 2006 a Shanghai in Cina con la vittoria della Francia (piloti Alexandre Prémat e Nicolas Lapierre) davanti al Brasile; la seconda stagione è iniziata il 1º ottobre 2006 sul circuito di Zandvoort nei Paesi Bassi. La terza stagione è iniziata il 30 settembre 2007.
I telai inizialmente erano forniti dalla Lola e montavano un motore Zytek V8 di 3400 cc. A partire dalla stagione 2008 il telaio era progettato dalla Ferrari che forniva anche i motori.

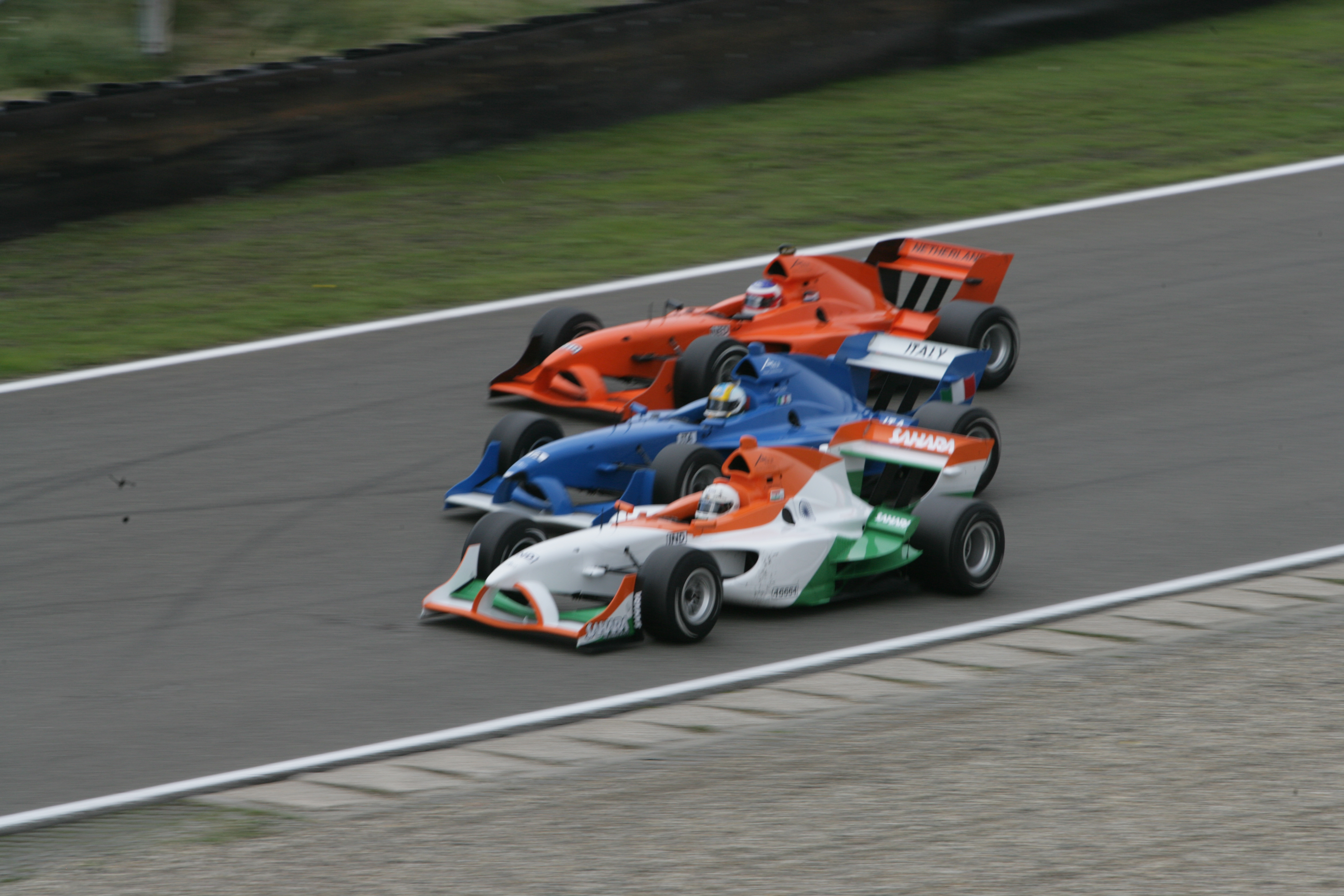
Un momento di una gara in A1

L'Italia era rappresentata nella serie dall'A1 Team Italy.
La Svizzera era rappresentata dall'A1 Team Switzerland.
L'Australia era rappresentata dall'A1 team Australia.

## Formato delle gare

### Prove di qualificazione
Le prove di qualificazione erano suddivise in quattro sessioni da 15 minuti l'una. Ai fini della classifica contava solo il miglior tempo stabilito in ciascuna sessione. La somma dei due migliori tempi determinava la griglia di partenza della sprint race.

### Sprint race
La sprint race, o gara corta, aveva una durata massima di 20 giri. La sprint race assegnava un minore numero di punti rispetto alla feature race, ed aveva la funzione principale di determinare la griglia di partenza per la gara lunga nella quale, oltre ad un numero di punti più consistente, erano in palio sostanziosi premi in denaro. Il formato adottato per i primi due appuntamenti della stagione prevedeva che un algoritmo, che teneva conto del risultato in sprint race, del miglior giro in sprint race e della posizione al termine delle qualifiche, determinasse la griglia di partenza della feature race. Il formato era stato in seguito rivisto, per renderlo più semplice; a partire dalla gara sul circuito di Pechino, la griglia di partenza della feature race fu determinata esclusivamente dalla posizione finale nella sprint race.

### Feature race
La feature race, o gara lunga (o principale), aveva una durata massima di 70 minuti. In questa gara le squadre erano obbligate ad effettuare almeno un pit stop.

### I punteggi
I punti vengono conferiti al team.
Il sistema di punteggi dell'A1 Grand Prix premiava i primi otto classificati nella sprint race:
| Posizione | 1° | 2° | 3° | 4° | 5° | 6° | 7° | 8° |
| Punti     | 10 | 8  | 6  | 5  | 4  | 3  | 2  | 1  |

Il sistema di punteggi dell'A1 Grand Prix premiava i primi dieci nella feature race
| Posizione | 1° | 2° | 3° | 4° | 5° | 6° | 7° | 8° | 9° | 10° |
| Punti     | 15 | 12 | 10 | 8  | 6  | 5  | 4  | 3  | 2  | 1   |

Il sistema di punteggi dell'A1 Grand Prix premiava con un "punto bonus" il team che effettuava il giro più veloce durante la sprint race e durante la feature race.

## Powerboost
Le monoposto avevano a disposizione quattro powerboost nella sprint race e otto nella feature race. Questo dispositivo, azionato dal pilota, aumentava di 30 cavalli la potenza e di 500 giri il numero di giri del motore.

## Piloti
Nel corso della serie, in 39 eventi (per un totale di 78 gare), 134 diversi piloti hanno preso parte almeno ad un evento A1GP. Lo Svizzero Neel Jani detiene il record per il maggior numero di gare a cui ha partecipato (30), la maggior parte di gare concluse (60), vittorie totali (10), e punti (413). Jani è al pari di Nicolas Hülkenberg per la maggior parte di vittorie di una singola stagione (6), e di Alexandre Prémat e Jonny Reid per il maggior numero di vittorie in gara sprint (4).

## Team
Ogni team rappresentava un Paese.
I piloti devono avere la stessa cittadinanza del Paese del team, e anche la vettura doveva rappresentare il Paese.
Il proprietario e lo staff del team non erano tenuti ad avere la stessa cittadinanza.
Sono ventinove i Paesi ad avere preso parte ad almeno una gara di A1 Grand Prix.

### A1 Team Australia
L'A1 team Grand Prix Australia era la squadra che ha rappresentato l'Australia  nel campionato A1 Grand Prix di automobilismo. Il proprietario del team era l'ex pilota di Formula 1 Alan Jones.
Nella stagione 2005 dell'A1 GP il team dell'Australia si è classificato tredicesimo con un totale di 51 punti.
Tra i più importanti risultati ci sono il quarto e secondo posto a Brand Hatch, in Inghilterra, il sesto posto a Eastern Creek, in Australia,  e soprattutto il podio in Cina.
Nella stagione 2006 della A1 Grand Prix corse con piloti di punta R.Briscoe e K.Reindler, totalizzando 25 punti e arrivò 13°

### A1 Team Italy
L'A1 Team Italy (spesso chiamata semplicemente Italia) era la squadra italiana nell'A1 Grand Prix.
La squadra ha partecipato ad un totale di 28 gare, vincendo la feature race a Pechino nella stagione 2006-07.
Il proprietario dell'A1 Team Italy era l'ex-pilota di Formula Uno Piercarlo Ghinzani.
Il pilota principale del team era il romano Enrico Toccacelo. Tuttavia, grazie alla filosofia della categoria, che prevedeva che i punti fossero assegnati alla squadra nazionale senza considerare l'identità del pilota, nel 2005-06 si sono alternati alla guida (tra prove e gara), anche Massimiliano Busnelli, Michele Rugolo, Max Papis, Richard Antinucci, Matteo Cressoni, Andrea Montermini, Nino Piccoli e Raffaele Giammaria.
Le prime due gare della stagione 2006-07 sono state disputate da Alessandro Pier Guidi. In occasione della terza gara, Enrico Toccacelo è tornato a rivestire il ruolo di pilota titolare.
Il team ha concluso il Campionato 2005-06 al 14º posto con 46 punti all'attivo. Il migliore risultato in una singola gara è stato ottenuto da Enrico Toccacelo, che ha conquistato il secondo posto nella gara sprint disputata sul tracciato di Dubai. Il migliore risultato combinato delle due gare è invece stato ottenuto dallo stesso pilota all'autodromo di Monterrey, in Messico. Su questo tracciato, grazie ad un terzo posto nella gara sprint e ad un quarto posto nella gara feature, il team ha ottenuto 14 punti.
Il team è stato impegnato anche nella stagione 2006-07. Nelle prime due gare, disputate sui tracciati di Zandvoort e Brno, il pilota titolare è stato Alessandro Pier Guidi. Il giovane pilota ha però mostrato dei limiti dovuti all'inesperienza, ottenendo un solo risultato nei punti, grazie al sesto posto nella gara feature di Zandvoort. Dalla gara di Pechino in poi, Enrico Toccacelo è tornato nel team. Il suo ritorno è stato molto positivo, poiché Toccacelo ha conquistato il terzo posto nella gara sprint, per poi ottenere la prima vittoria dell'A1 Team Italy nella gara feature disputata sul circuito cinese. Nell'occasione è stato eguagliato anche il record di punti stabilito in un solo weekend, anche se va sottolineato che i punteggi 2006-07 attribuivano meno punti alla gara sprint.

## Albo d'oro
| Anno      | Nazione  | Piloti                                 |
| --------- | -------- | -------------------------------------- |
| 2005/2006 | Francia  | Alexandre Prémat Nicolas Lapierre      |
| 2006/2007 | Germania | Nicolas Hülkenberg Michael Ammermüller |
| 2007/2008 | Svizzera | Neel Jani                              |
| 2008/2009 | Irlanda  | Adam Carroll                           |

### Stagione 2008-09
La stagione 2008-09 è stata la prima stagione in cui la nuova monoposto "Powered by Ferrari" è stata usata per l'A1GP. Modifiche al regolamento includono brevi sessioni di qualifica, un pit-stop durante la Sprint Race, la rimozione dei limiti di collaudatori il venerdì e ridotto il punteggio per la Sprint Race.
Il campione di questa stagione è L'Irlanda con Adam Carroll.

### Stagione 2009-10
La gara di apertura della stagione, in programma nel quadro della già consolidata Nikon SuperGP, è stata annullata cinque giorni prima dell'inizio della stagione. Con vetture e le infrastrutture ancora a Londra; L'evento è stato annullato e il governo del Queensland ha menzionato la possibilità di un ricorso legale contro l'A1 Grand Prix.
La serie è stata messa ulteriormente in dubbio in quanto più gare sono state annullate, con un annuncio fatto il 5 novembre 2009, secondo cui le gare in Cina e Malaysia non si sarebbero svolte. L'ultima gara che si sarebbe svolta nella stagione, Nei Paesi Bassi, è stato scelto per la Superleague Formula. Questo ha messo fine alle speranze che la stagione potesse iniziare e anche il futuro della serie è stato messo in dubbio.

### Sviluppi successivi
Il 5 luglio 2010, la rivista Autosport, ha pubblicato nelle sue "voci e speculazioni" del blog che la serie, in un modo o nell'altro, sarebbe ripresa per una nuova stagione 2011-12, citando una fonte non identificata che sostiene che ci sia un gruppo di nuovi investitori. Dice anche che la stagione coinvolgerebbe 18 paesi in dieci weekend di gara, disputati durante la stagione invernale 2011, usando molti dei circuiti della serie precedente. La serie inoltre userebbe un nuovo modello, simile a quello della serie GP2 in base al quale le squadre sono responsabili per la ricerca di finanziamenti propri, invece di basarsi su Teixeira, al fine di evitare lo scenario che ha portato alla fine dell'A1GP.
All'inizio del 2011, sono emerse delle voci di una potenziale nuova serie A1GP, con un nuovo nome. La serie dovrebbe chiamarsi A10 World Series, mantenendo la sigla A1 da A1GP per indicare la continuazione di questa idea. La serie è classificato come una serie globale, monoposto con motori V10 e 600 bhp. Una fonte ha riferito alla rivista Autosport che la A10 World Series utilizzerà idea dell'A1GP "Nazione contro Nazione" e che la serie dovrebbe iniziare nel mese di ottobre 2011. Tuttavia, dopo dicembre 2011, non è stata data nessuna ulteriore indicazioni di un ritorno.
Nel 2014, ISRA (International Sport Racing Association), utilizzando le auto del periodo 2005-08 dell'A1 Grand Prix (Lola-Zytek), ha creato una nuova serie denominata Formula acceleration 1, che fa parte del Acceleration 2014.
A inizio giugno del 2023 iniziano a circolare le voci su un possibile ritorno dell'A1 Grand Prix. A capo dell'operazione ci sarebbe Keith Mills, che ha avuto un ruolo chiave nell'organizzazione delle Olimpiadi di Londra del 2012, e ne sarebbe coinvolto anche Marcin Budkoswki, con un passato alla FIA ed ex Executive Director di Alpine in Formula 1. Il progetto sarebbe quello di riprendere lo stesso concetto dell'A1GP, ossia "Nazione contro Nazione", ma di creare un campionato totalmente diverso. Le vetture dovrebbero avere approssimativamente le prestazioni di una Formula 2 o di una Indycar.